# Зачерне
Зачерне (пол. Zaczernie) — село в Польщі, у гміні Тшебовнисько Ряшівського повіту Підкарпатського воєводства.
Населення — 3365 осіб (2011).
У 1975-1998 роках село належало до Ряшівського воєводства.

## Демографія
Демографічна структура станом на 31 березня 2011 року:
|          | Загалом | Допрацездатний вік | Працездатний вік | Постпрацездатний вік |
| -------- | ------- | ------------------ | ---------------- | -------------------- |
| Чоловіки | 1614    | 344                | 1102             | 168                  |
| Жінки    | 1751    | 387                | 1026             | 338                  |
| Разом    | 3365    | 731                | 2128             | 506                  |